# Округ Нокс (Илиноис)
Округ Нокс (енгл. Knox County) је округ у америчкој савезној држави Илиноис.

## Демографија
По попису из 2010. године број становника је 52.919, што је 2.917 (-5,2%) становника мање 2000. године.
| Група             | 2000.          | 2010.          |
| Белци             | 49.355 (88,4%) | 45.132 (85,3%) |
| Афроамериканци    | 3.512 (6,3%)   | 3.810 (7,2%)   |
| Азијати           | 383 (0,7%)     | 338 (0,6%)     |
| Хиспаноамериканци | 1.896 (3,4%)   | 2.558 (4,8%)   |
| Укупно            | 55.836         | 52.919         |